# 내평항
내평항은 경상남도 거제시 둔덕면 술역리에 있는 어항이다. 2003년 2월 3일 어촌정주어항으로 지정하여 관리하고 있다. 시설관리자는 거제시장이다.

## 어항 연혁
- 술역의 북쪽 안들에 마을이 형성되어 내평(內坪)이라 하였다.

## 어항 구역
- 수역: 미지정(거제시 둔덕면 술역리 750-13번지 수역)
- 육역: 미지정

## 어항 시설
- 물양장, 선착장

## 주요 어종
- 굴, 장어, 감성돔, 멍게